# Thara
Thara o Tharad fou un estat tributari protegit de l'agència de Palanpur.
Originalment fou regit per rajputs chauhans; fou conquerit per musulmans al final del segle XII o inicis del XIII i la família regnat fou relegada a Vav que va conservar (1244). Després de passar als jhaloris i als babis de Radhanpur fou retornat per aquestos als vaghelas kanjis el 1759, en la persona del cap rajput chauhan de Morvada o Morwara (que posseïa aquest principat des del 1508), que el va conservar fins després de la independència índia. El 1819 el cap local, amenaçat pels khoses, es va posar sota protectorat britànic. El 1821 el govern britànic va establir que Tharad no pagaria tribut fins que els ingressos pugessin un 50% quan es pagaria un terç de la recaptació; aquest acord va estar vigent fins al 1825 quan tots els estats foren alliberats de tribut. El thakur el 1882 era Khengarsingh amb seu a Thara o Tharad.
Thara o Tharad tenia una superfície de 3.270 km² i una població de 16.401 habitants el 1901; el formaven 51 pobles i incloïa Mervada o Morwara. La població el 1881 s'assenyala com de 65.494 habitants amb 154 pobles.
Quan es va establir el sistema de thanes pels petits estats, Thara fou inclos a la thana de Kankrej, però el 1874 es va crear una thana que va portar el nom de Thara o Tharad amb els principats tributaris del principat de Tharad. La thana de Tharad fou abolida el 14 de setembre de 1904 i la jurisdicció dels petits tributaris -anomenats jamaiya- va passar directament al thakur de Thara.

## Bandera
La bandera era verda amb l'escut brodat en plata al cantó.

## Llista de thakurs
- Khanji (de Mervada) 1759 - 1786
- Harbhamji Khanji 1786 - 1823 (fill)
- Karansinhji Vanaji 1823 - 1859 (germà)
- Khengarsinhji Vanaji 1859 - 1892 (fill)
- Abhaisinhji Khengarsinhji 1892 - 1910 (fill)
- Daulatsinhji Abhaisinhji 1910 - 1921 (fill)
- Bhimsinhji Daulatsinhji 1921 - 1948 (fill)